# Angarsk
Angarsk (ruski: Ангарск) je grad u Irkutskoj oblasti, jugoistočni Sibir, Rusija. 

## Zemljopisni smještaj
Nalazi se na obalama rijeke Angare na 52°34′ sjeverne zemljopisne širine i 103°49′ istočne zemljopisne dužine. Udaljen je od Moskve 5150 km.

## Povijest
Angarsk je osnovan 1948. kao industrijska zajednica i postao je grad 30. svibnja 1951. godine. 

## Stanovništvo
Broj stanovnika: 262.300 (2004.)

## Kulturne znamenitosti
U Angarsku se nalazi Angarski muzej satova i Angarska državna tehnička akademija.
2005. godine Angarsk je osvojio prvu nagradu na sveruskom natjecanju za najveću brzinu razvitka komunalnih usluga.

## Gospodarstvo
Angarsk je povezan s Transsibirskom prugom. Angarski tramvaj vrši javni prijevoz po gradu.

## Gradovi prijatelji
- Mytišči, Rusija
- Jinzhou, Kina
- Komatsu, Ishikawa, Japan